# Francisco de Toledo
 Francisco Álvarez de Toledo  (10. juli 1515 – 1582) var spansk vicekonge i Vicekongedømmet i Peru fra 26. november 1569 til 23. september 1581.